# Amt Seebergen
Das Amt Seebergen war ein Gerichts- und Verwaltungsbezirk in der Schwarzburg-Rudolstädter Oberherrschaft mit Sitz in Seebergen.

## Aufgaben
Die Grafen von Schwarzburg übten die Vogtei über das Kloster Ilm aus. Nach der Säkularisation des Klosters im Jahr 1540 ordneten die Schwarzenburger Grafen das Gebiet (bestehend aus Seebergen) dem Amt Stadtilm zu. 1655 wurde das Gebiet wegen der räumlichen Entfernung zum eigenen Amt erhoben, wobei bestimmte Rechte beim Amt Ilm verblieben. Ab 1540 gehörte es zu Schwarzburg-Blankenburg und ab 1574 zu Schwarzburg-Rudolstadt.
Das Amt Könitz war Gericht erster Instanz und gleichzeitig untere Verwaltungsbehörde. Eine Trennung der Rechtsprechung von der Verwaltung war nicht gegeben.
1825 wurde das Amt Seebergen an Sachsen-Gotha-Altenburg abgetreten und dort in das Amt Gotha eingegliedert.